# Дерунов, Савва Яковлевич
Савва Яковлевич Дерунов (5 [17] января 1830, Большие Ветхи, Ярославская губерния — 29 июля [11 августа] 1909) — русский поэт, прозаик, этнограф, фольклорист, общественный деятель.

## Биография
Савва Яковлевич Дерунов родился 5 (17) января 1830 года в семье крепостного крестьянина деревни Большие Ветхи Пошехонского уезда Ярославской губернии (ныне Пошехонского района Ярославской области). В 7 лет Савва остался без отца и был вынужден работать батраком. Самостоятельно овладел грамотой; большую роль в его развитии сыграла бабушка, познакомив с фольклором. В 9 лет отправился работать прислугой в принадлежавший земляку кабак в городе Устюжна Новгородской губернии. В 1844 году сбежал оттуда в московскую пивную, которую содержал муж его двоюродной сестры Дуни. В Москве положительно повлиял на его развитие родственник мужа Дуни старообрядец и начетчик Андриан. За пристрастие к книгам посетители пивной прозвали Савву «буфетчиком с книжкой». Вскоре он начал слагать песни.
Благодаря собственному труду и помощи родных Савве удалось откупиться за 300 рублей от рекрутского набора, после этого он женился на девушке из родных мест. В 1855 году Дерунов с семьёй вернулся в деревню, где занялся сельским хозяйством, купив участок земли в селе Козьмодемьянское на берегу реки Шексны.
С 1862 года в печати появляются стихи Саввы Яковлевича — в «Грамотее», «Мирском вестнике», «Иллюстрированной газете».

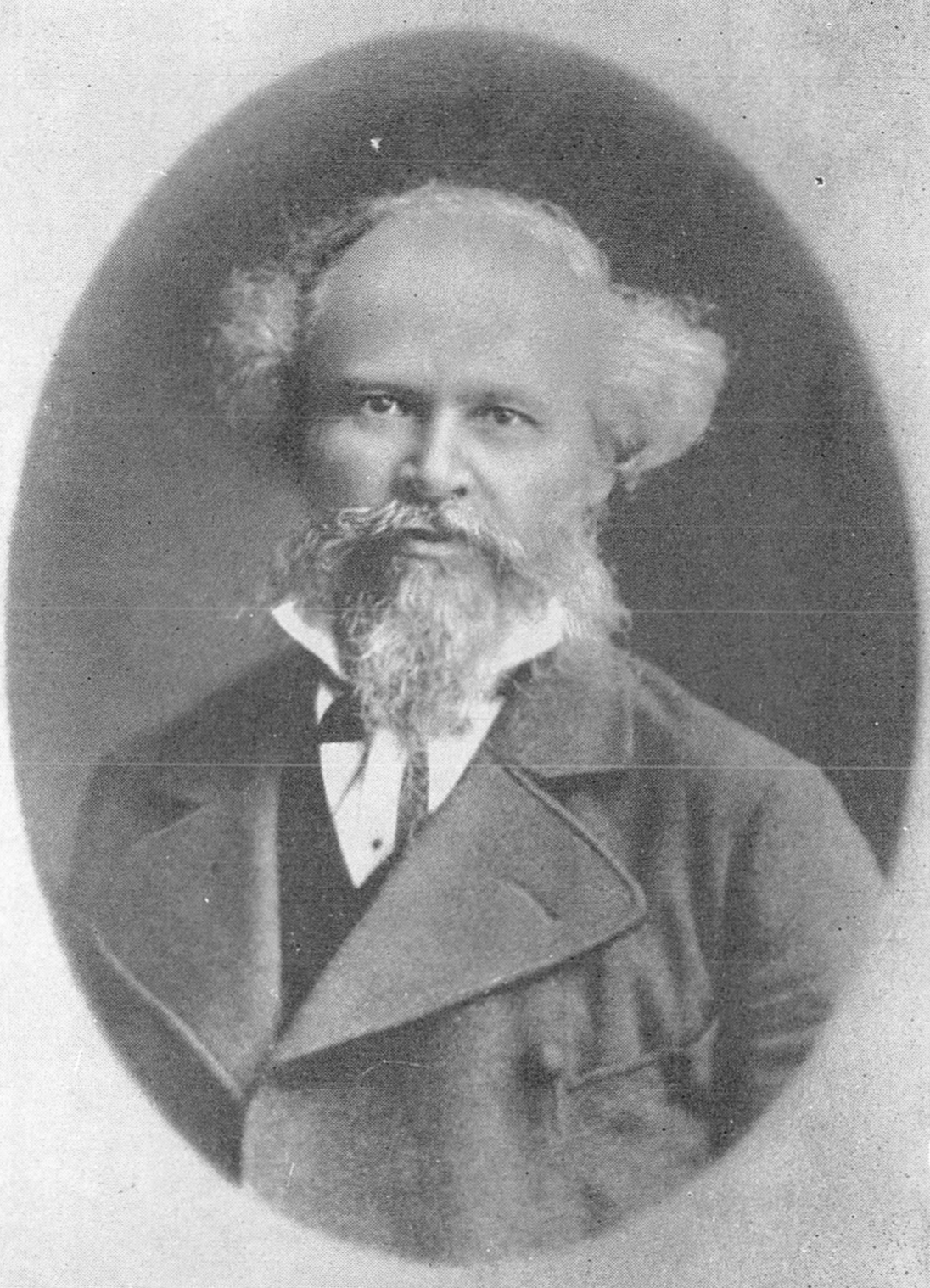
Савва Дерунов

В 1865 году выдвинут гласным от Ефимовской волости, в 1868 году избран в члены Пошехонского земского собрания. Защищал крестьянские интересы, что привело к установлению за ним тайной полицейской слежки. В июле 1873 года заключён в Пошехонскую тюрьму за неодобрительные отзывы об императоре Александре II, через год освобождён на поруки общественности. Как земский деятель Дерунов являлся поборником народного просвещения: добивался удлинения учебного года и срока обучения, устройства общежитий при школах, расширения женского образования, увеличение доли естественнонаучных предметов; по его предложению в земских школах Ярославской губернии стал применяться звуковой метод обучения грамоте.
В 1880-е годы печатается в газетах «Рыбинский листок», «Ярославские губернские ведомости», «Северный край», журналах «Воскресный досуг», «Нива» и др. В эти же годы издавал для народа «розовые книжки», подобно «красным книжкам» Николая Некрасова. Отдельными изданиями сочинения Дерунова не выходили.
В 1857 году Дерунов познакомился с поэтом Иваном Суриковым, с которым поддерживал переписку до смерти последнего, участвовал во всех изданиях его литературного кружка самоучек из крестьян. Находился в хороших отношениях с оказавшим на него немалое влияние поэтом Леонидом Трефолевым. Переписывался с писателями-самоучками Матвеем Козыревым, Алексеем Разорёновым, Спиридоном Дрожжиным, Иваном Белоусовым, Максимом Леоновым.
В старости внезапно ослеп, но продолжал творческую деятельность — за ним записывала его дочь. Умер 29 июля (11 августа) 1909 года.

## Творчество
Как поэт С. Я. Дерунов является последователем Алексея Кольцова, Ивана Сурикова и особенно Николая Некрасова, который был для него ориентиром и в творчестве, что сам он признавал в автобиографии «Жизнь одного ярославца». Природа у Дерунова изображена в светлых, ясных тонах. Основная тема его гражданской лирики — бедственное положение народа.
Помимо стихов и поэм («Морозко» на основе народной сказки «Два мороза», «Бобыль», незаконченная «На Волге») Савва Яковлевич писал драматические произведения (сцены «У кабака», народные драмы «Кулак» и «Через золото льются слёзы») и прозу (рассказы, повесть «Ельник»).
Дерунов — автор статей по этнографии и вопросам устного народного творчества; в различных изданиях он публиковал материалы о традициях и обрядах, сказки и песни Пошехонского уезда.